# 원자로 안전성 연구
원자로 안전성 연구(영어: Reactor Safety Study, WASH-1400)는 1975년 미국 원자력 규제 위원회에서 수행한, 원자력 발전으로 인한 사회적 위해성을 해석적 방법으로 연구 분석한 보고서로 원자력 발전소에 대한 안전성 분석 근거로 주로 쓰인다. 특별 위원회 교수 이름을 따서, 라스무센 보고서(Rasmussen Report)로도 불린다.

## 내용
원자력 발전소에서 중대사고가 발생하면 격납건물 파손 등으로 방사성 물질이 대기 중으로 방출되는데, 누출된 방사성 물질로 인한 건강, 경제적 영향을 위험도로 표현하고 이는 특정사고 발생확률에 사고로 인한 결말 효과를 곱한 값으로 정의했다.
화학공장 폭발, 비행기 추락사고, 댐 붕괴사고 등 인위적인 재해와 태풍, 번개, 지진 등 자연적인 재해로 인한 사회적 위험성을 상호 비교했다. 이 3단계 위해성 분석을 통한 영향평가는 공중 위험도로 표현되며, 이 공중 위험도는 조기사망 및 암 사망, 조기상해, 암 상해, 유전적 영향, 농경지 및 토양, 농작물, 건축물, 물 등의 방사능 오염 등을 모두 포함했다.
원자력과 비원자력 산업 및 인공재해로 인한 여러 가지 위험도를 비교하기 위한 연구로서 100기의 원자력 발전소 운영으로 인한 조기사망 위험도가 비원자력 산업 및 인공재해로 인한 위험도에 비해 100배 이상 낮다는 것을 보여줌으로써 원자력의 상대적 안전성을 보고했다.
원자력 발전소 1기 운영으로 인한 위험도는 타 산업 및 인공재해에 비해 10,000배 이상 낮게 된다.
원자력 발전소에 대한 확률론적 안전성 분석절차로 초기 정보를 수집해서 외부사건을 분석하고 이를 통해 사건 계통도를 개발, 시스템을 표준화하고, 사건 발생빈도를 확인하여 물리적인 과정을 분석하는 방법으로 널리 쓰인다.
원자로에 완전한 노심 용해가 일어날 확률은 1년에 1기당 1/20,000 이라고 결론내렸다.

## 역사
대형 경수로 원자력 발전소를 대상으로, 브룩헤이븐 국가 연구소 분석 보고서(Brooknaven National Laboratory study, WASH-740)를 개선한 보고서다.
발표 이후 다른 연구가 잇따르고, 스리마일섬 원자력 발전소 사고로 충격을 받아 1991년 WASH-1400은 NUREG-1150(중대한 사고가 일어날 확률 : 미 5대 원자력 발전소 분석)으로 대체되었으며, 이후 NUREG-75/014으로 대체되었다.

## 비평
미 물리학회에서는 세슘의 경우 몇 십년간 영향을 미치는데 반해, 이 보고서는 사고 이후 24시간 사이의 사망자에 대해서만 고려했다는 점에서 치명적인 오류가있다고 평가했다. 또 암은 원자로 사고의 중대한 질병인데도 사고후 몇 년이 지난 후에야 나타나고, 비상 냉각 장치의 효율을 예상하는 방법 오류 등에 대해 비판했다.

## 같이 보기
- 원자력